# Tizzano Val Parma
Tizzano Val Parma é uma comuna italiana da região da Emília-Romanha, província de Parma, com cerca de 2.129 habitantes. Estende-se por uma área de 78 km², tendo uma densidade populacional de 27 hab/km². Faz fronteira com Corniglio, Langhirano, Neviano degli Arduini, Palanzano.

## Demografia
| Variação demográfica do município entre 1861 e 2011                               |
|                                                                                   |
| Fonte: Istituto Nazionale di Statistica (ISTAT) - Elaboração gráfica da Wikipedia |